# Sikonda
Sikonda egy észak-baranyai település, közigazgatásilag Komlóhoz tartozik
A Mecsek északi oldalán, Pécstől 18 kilométerre északra, Komlótól 4 kilométerre nyugatra fekszik, a 180 méter magasságban húzódó Sikonda-völgyben. Közúton a 66-os főútból, annak 14. kilométere közelében keletnek kiágazó 65 183-as számú mellékúton érhető el, Komló központja felől pedig egy önkormányzati úton (Mecsekfalui út - Sikondai út).
Közeli települések: Csonkarét, Mecsekfalu, Komló, Vágotpuszta, Árpádtető, Malomhegy, Mánfa, Szentimre, Vágat.

## Története
Sikonda nevét először egy 1797-es térképen említik. A mai település csak 1928 óta létezik, amikor a szénbányászati próbafúrások során melegforrást találtak.
1929-ben a Földtani Intézet a forrás vizét gyógyvíznek nyilvánította, és ásványvíz-palackozó, majd 1930-ban gyógyszálló épült. Ez 1933-ban megkapta a gyógyfürdő minősítést, 1948-ban a szállodából bányász-szanatórium lett. 1978-tól a fejlesztések abbamaradása, majd a bányabezárások miatt hanyatlásnak indult. 1996-ban felújították, 2004-ben wellness-szálló és élményfürdő nyílt a szanatórium mellett.
Néhány évvel később a közelben található kempinget és turistaszállót is felújították.

## A fürdő és szanatórium
A fürdő vize szénsavtartalmú, alkalikus, gyengén radioaktív, lítiumtartalmú.

### A sikondai szanatórium régi épületszárnya
Építésének ideje 1927. A tervező nevét eddig nem sikerült kideríteni. A korstílusát tekintve az épület nehezen behatárolható, hiszen az eklektika, a szecesszió és a modern törekvések korában született meg a szanatóriumi épület, de romantikára jellemző jegyek fedezhetők fel a régi épületszárnyon. A társalgótermekben található növényornamentikás díszítésű cserép-kályhák viszont barokkos részletezettségűek, szecesszíven formáltak.
Ügyesen, jól átgondoltan telepített épületről beszélhetünk, hiszen a közlekedési úttól visszahúzódva, egykor tágas parkon keresztül közelíthettük meg a sikondai szanatórium fő épületét. Az épület tömege nem akarja túllépni fákkal övezet környezete ölelését, nem hivalkodik, még a hozzáépített „modernebb” traktusokkal sem. Arányrendszerét tekintve is mértéktartó. Homlokzati megjelenésében uralkodó a vakolt, színezett felület. A főbejáratot kihangsúlyozandó, a kiugró tömeg bejárati nyílásait kőkeretezéssel látták el. Szintén kőfa-lazarú az alagsor főútra néző falazata, és kőtámfalas „kíséretet” kaptak az épület előtti parkban lévő lépcsők is. Az épület, korának egyedülálló kultúrtörténeti értéke, méltán került helyi védelem alá.

## Nevezetességei
- Alkotóház, amelyben egykoron Göncz Árpád is lakott íróként.
- Sikondai tavak: két mesterséges tó, amely egyrészt a horgászat kedvelőit szolgálja, másrészt fedett tószínpadával és a hozzá tartozó fedett nézőtérrel kulturális rendezvények színtere. Itt rendezik meg nyaranta a Tóp-Art Fesztivált.
- Komló város pihenőparkja rendezvényházzal, sportpályákkal, fedett színpaddal, szabadtéri főzőhelyekkel, erdei tanösvénnyel.
- A Baranya Megyei Önkormányzat gyermek- és ifjúsági tábora, amely minden évben otthont ad a Pécsi Tudományegyetem több gólyatábori rendezvényének.

## Külső hivatkozások
- Sikonda.lap.hu – Linkgyűjtemény
- Régi fotók
- Fotók, térképek
- Sikonda Wellness Hotel
- Mediano Thermal Camping és Bungaló Park